# .re
.re – domena internetowa przypisana do wyspy Reunion. Została utworzona 7 kwietnia 1997. Zarządza nią Association française pour le nommage Internet en coopération (Afnic).